# Cancer and Metastasis Reviews
Cancer and Metastasis Reviews, abgekürzt Cancer Metastasis Rev., ist eine wissenschaftliche Fachzeitschrift, die vom Springer-Verlag veröffentlicht wird. Derzeit erscheint die Zeitschrift mit vier Ausgaben im Jahr. Es werden Arbeiten aus allen Bereichen der Onkologie veröffentlicht.
Der Impact Factor lag im Jahr 2016 bei 4,697. Nach der Statistik des ISI Web of Knowledge wird das Journal mit diesem Impact Factor in der Kategorie Onkologie an 55. Stelle von 217 Zeitschriften geführt.